# توم كونيل
توم كونيل (بالإنجليزية: Tom Connell)‏ هو لاعب كرة قدم بريطاني، ولد في 25 نوفمبر 1957. لعب مع مانشستر يونايتد.

## وصلات خارجية
- توم كونيل على موقع قاعدة بيانات كرة القدم.إي يو (الإنجليزية)
- توم كونيل على موقع ناشيونال فوتبول تيمز (الإنجليزية)
- توم كونيل على موقع عالم كرة القدم.نت (الإنجليزية)